# 이진응
이진응(李晋應, 1847년 ~ 1896년)은 조선 후기의 유생으로 강원도 춘천의진(春川義陣) 의병장으로 활동하며 항일 무장투쟁을 벌였다.

## 생애
조선 후기의 유생으로 본관은 전주, 휘는 진응(晋應), 자는 경재(敬哉), 호는 직헌(直軒)이다. 조선 제14대 선조의 9남 경창군 이주(慶昌君 李珘)의 후손이며, 을미의병장 습재 이소응(李昭應)의 종형이다.
춘천 남면 하방곡리의 유생으로 1895년 을미의병이 각처에서 봉기하자, 1896년 1월 춘천지방에서도 유중악·유중락·유봉석 등이 의병을 일으키기로 의정하고, 감역 홍지승·사과 이면수 등이 유중악이 지은 통문을 돌려 인심을 격동시키며, 이수춘·민영문 등이 고을 사람을 고무 격려하였다. 한편 젊은 선비 정인회와 성익현, 그리고 용맹과 담력이 있는 상인 박현성이 합세하여, 유생을 중심으로 농민·상인·군인·포수·보부상 등 1천여명이 기의하였다. 춘천의병은 우선 춘천관할부의 관아를 점령하는 동시에 친일적인 춘천유수였던 민두호의 생사당을 파괴하였으며, 이해 1월 20일 명망이 높은 이소응(李昭應)을 의병대장으로 추대하여 봉기하였다.
그러나 춘천의진에 관군이 패하자, 이소응이 유인석의 제천의진으로 합류하였다가 지평으로 떠난 후 이진응은 춘천의진을 인계받아 주장(主將)으로서 관군과 계속 격전을 벌였으나 이해 2월 8일 약사원(藥司院)에서 끝내 전사하였다. 대한민국 정부에서는 1963년 대통령 표창과 1991년 건국훈장 애국장을 추서하였다.